# Bulbophyllum arfakianum
Bulbophyllum arfakianum es una especie de orquídea epifita originaria de  	 Papúa Nueva Guinea.

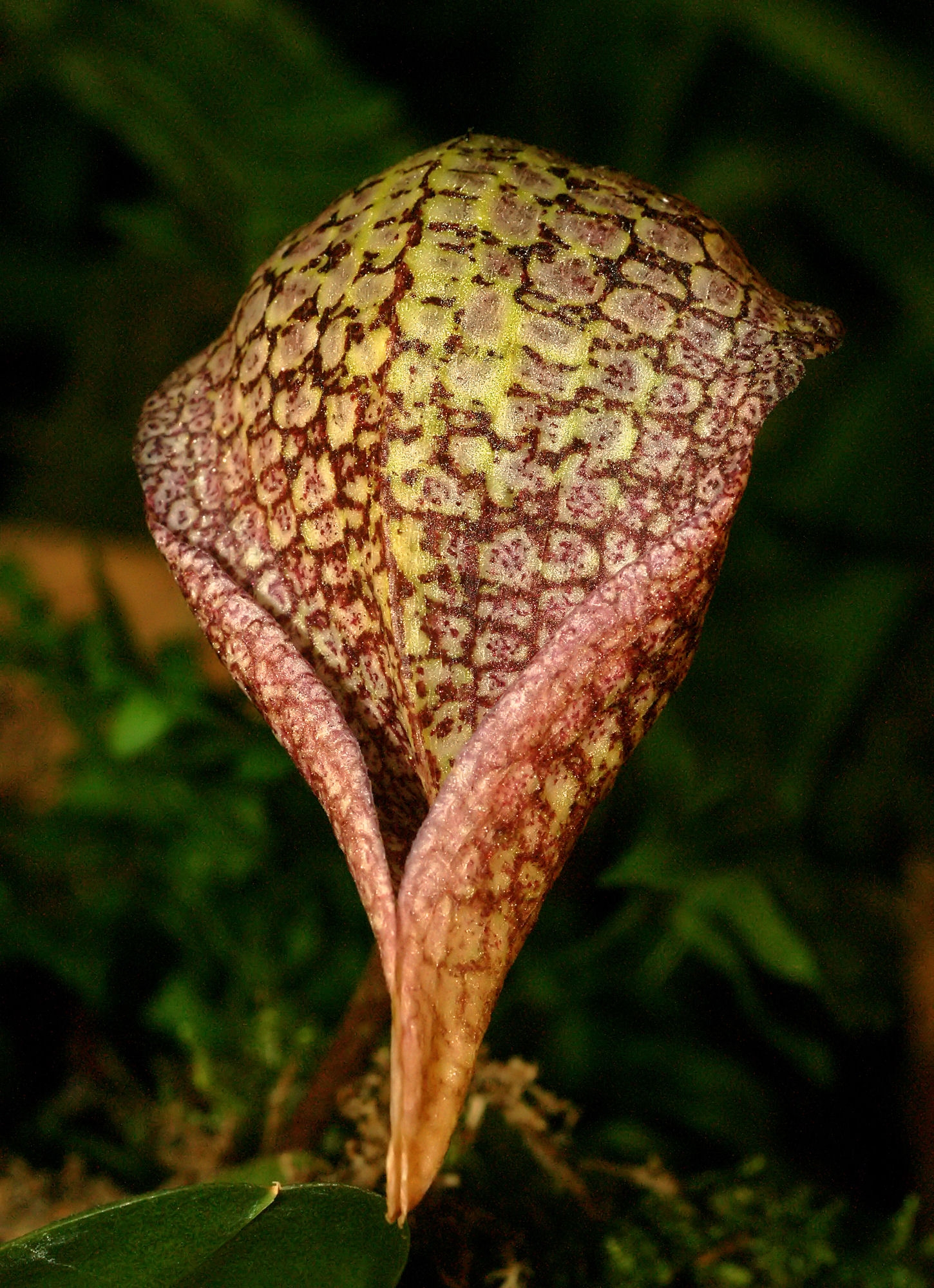
Detalle de la flor

## Descripción
Es una orquídea de pequeño tamaño, con hábitos epifita  unifoliada con pseudobulbos que están a 2,5 cm de distancia en el rizoma. Florece a finales del invierno y en primavera, así como a finales del verano y el otoño en una inflorescencia 14 cm de largo,  gruesa con brácteas triangulares y con una flor solitaria que aparece muy por encima de las hojas.

## Distribución y hábitat
Se encuentra en las montañas Arfak de Papua Nueva Guinea como epífita unifoliada a altitudes de 50 a 400 metros en bosques, márgenes de campos agrícolas y valles en las ramas de los árboles que tiene un hábito de crecimiento ascendente.

## Taxonomía
Bulbophyllum arfakianum fue descrita por Friedrich Wilhelm Ludwig Kraenzlin   y publicado en Botanische Jahrbücher für Systematik, Pflanzengeschichte und Pflanzengeographie 34: 250. 1905.
Etimología
Bulbophyllum: nombre genérico que se refiere a la forma de las hojas que es bulbosa.
arfakianum: epíteto geográfico que alude a su localización en las Montañas Arfak.
Sinonimia
- Hyalosema arfakianum (Kraenzl.) Rysy	[3][4]